# Abbaye de Mount Angel
L'abbaye de Mount Angel (littéralement du Mont de l'Ange) est une abbaye bénédictine appartenant à la congrégation helvéto-américaine de la confédération bénédictine. Elle a été fondée en 1882 par l'abbaye d'Engelberg (Suisse), pendant le Kulturkampf. Elle se trouve dans l'Oregon (États-Unis) à Saint Benedict, Mount Angel, dans le comté de Marion.
L'abbaye dirige un séminaire pour les futurs prêtres et comprend actuellement 150 étudiants.
L'abbaye a ouvert au public un musée exposant des objets et vêtements liturgiques, des objets de la guerre civile américaine et divers minéraux de la région.
La bibliothèque conçue par l'architecte finlandais Alvar Aalto a été construite en 1970.

## Fondations
- Mount Angel a fondé l'abbaye de Westminster (Colombie britannique) en 1939.
- Mount Angel a fondé le prieuré de Notre-Dame-des-Anges à Cuernavaca (Mexico) au Mexique, en 1965.

## Sources
- (en) Cet article est partiellement ou en totalité issu de l’article de Wikipédia en anglais intitulé « Mount Angel Abbey » (voir la liste des auteurs).